# Acanopsilus
Acanopsilus är ett släkte av steklar som beskrevs av Jean-Jacques Kieffer 1908. Acanopsilus ingår i familjen hyllhornsteklar.
Släktet innehåller bara arten Acanopsilus heterocerus.